# 北投福安宮
福安宮位於台灣台北市公館路，為主祀福德正神之道教廟宇。該建物興建於1877年，今為位於台北北投區之仿古廟宇建築。另外，該廟宇的組織型態為管理人制，祭典日期則是每年農曆之八月十四。